# Zenica
Zenica ([ˈzɛnitsa] ⓘ; deutsch veraltet Senitza) ist eine Stadt in Bosnien und Herzegowina. Sie ist Hauptstadt des Kantons Zenica-Doboj und mit etwa 115.000 Einwohnern die viertgrößte Stadt des Landes. Im Dezember 2007 wurde die Gemeinde Zenica mit 81 Siedlungen offiziell zur Stadt erklärt. Die meisten Einwohner sind Bosniaken.

## Geographie

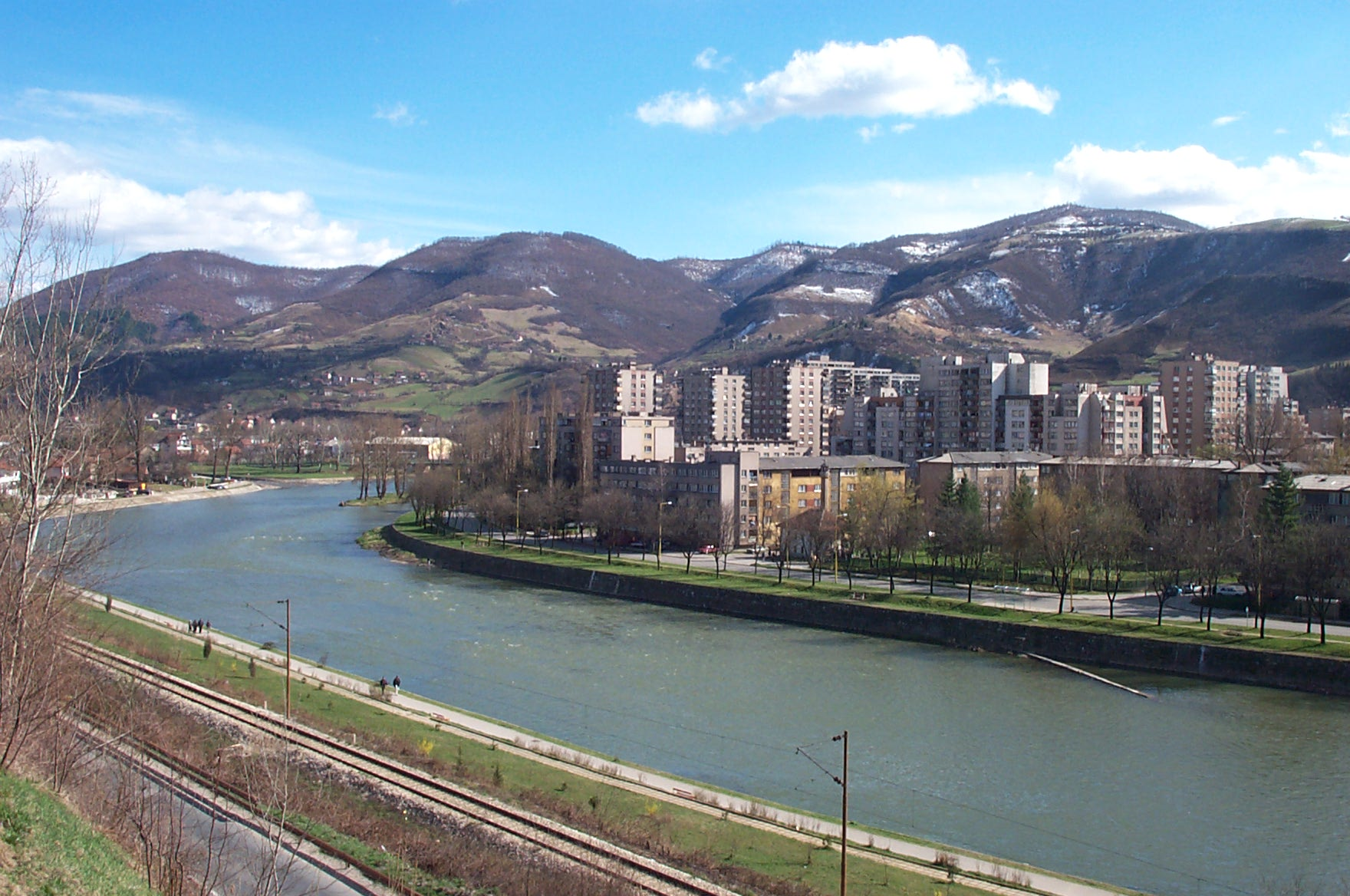
Blick auf Bosna, Stadt und Berge

Zenica liegt im Zentrum des Staates Bosnien und Herzegowina, rund 70 Kilometer nordwestlich von Sarajevo. Die Stadt liegt im Bosna-Tal umgeben vom bewaldeten Mittelgebirge der Dinariden. Sie ist eine der wichtigsten Städte der historischen Region Bosnien.
Die Gemeinde nimmt etwa 503 km² ein, von denen über 60 Prozent bewaldet sind.

### Klima
Das Klima in Zenica ist gemäßigt. Zenica hat 952 mm Niederschlag im Jahresdurchschnitt. Die Niederschläge sind über das ganze Jahr gleichmäßig verteilt. Der Juli ist mit 21,1 °C der wärmste Monat des Jahres. Der Januar ist mit 0,4 °C der kälteste Monat des Jahres. Die durchschnittliche Jahrestemperatur beträgt in Zenica 11,3 °C. Das Klima in Zenica wird nach der Köppen und Geiger Klimaklassifikation als Cfb eingestuft.
|                       | Jan  | Feb  | Mär  | Apr  | Mai  | Jun  | Jul  | Aug  | Sep  | Okt  | Nov  | Dez  |   |      |
| Mittl. Tagesmax. (°C) | 3,8  | 6,9  | 12,1 | 16,7 | 21,5 | 25,2 | 27,8 | 27,6 | 23,7 | 17,3 | 10,0 | 5,1  | ⌀ | 16,5 |
| Mittl. Tagesmin. (°C) | −3,0 | −1,7 | 1,9  | 5,8  | 9,8  | 13,2 | 14,5 | 13,9 | 10,6 | 6,7  | 2,7  | −0,9 | ⌀ | 6,2  |
|                       |      |      |      |      |      |      |      |      |      |      |      |      |   |      |
| Niederschlag (mm)     | 70   | 70   | 64   | 76   | 85   | 88   | 72   | 70   | 72   | 84   | 105  | 96   | Σ | 952  |

| −3,0 |

| −1,7 |

| 1,9 |

| 5,8 |

| 9,8 |

| 13,2 |

| 14,5 |

| 13,9 |

| 10,6 |

| 6,7 |

| 2,7 |

| −0,9 |

| −3,0 |

| −1,7 |

| 1,9 |

| 5,8 |

| 9,8 |

| 13,2 |

| 14,5 |

| 13,9 |

| 10,6 |

| 6,7 |

| 2,7 |

| −0,9 |

## Bevölkerung
Einwohnerzahl 1991 (Volkszählung): 145.359
- Bosniaken: 80.281 (55,2 %)
- Kroaten: 22.626 (15,6 %)
- Serben: 22.552 (15,5 %)
- Andere: 19.900 (13,7 %)

Einwohnerzahl 1996 (Schätzung UNHCR, 23. Juli 1996): 184.000
- Bosniaken: 166.000 (90,2 %)
- Kroaten: 13.000 (7,1 %)
- Serben: 5.000 (2,7 %)

Die Zahlen dieser Schätzung sind vermutlich zu hoch, auch wenn 1996 noch viele Kriegsflüchtlinge in Zenica waren.
Der Zensus von 2013 ergab eine Bevölkerungszahl von 115.134.

## Geschichte

### Antike
Die Umgebung von Zenica ist schon seit 3000 bis 2000 v. Chr. besiedelt. Die ersten historischen Siedler waren die illyrischen Desidiaten, die am Übergang von der Bronze- zur Eisenzeit im 6. und 5. Jahrhundert v. Chr. fortähnliche Dörfer erbauten. Zwischen dem 1. und 4. Jahrhundert n. Chr. begann die Eroberung durch die Römer. Aus dieser Zeit wurde bei Bilimišće das Fundament einer frühchristlichen Basilika gefunden. In den Jahren 6 bis 9 n. Chr. war die Region Schauplatz des Pannonischen Aufstandes.

### Mittelalter
Ab dem ausgehenden 6. Jahrhundert n. Chr. siedelten sich in der Region wie auf der ganzen Balkanhalbinsel slawische Stämme an. Mit dieser Landnahme wurde das antike Erbe – wie die Basilika bei Bilimišće – mehrheitlich zerstört.
Im frühen Mittelalter wird Zenica erstmals mit dem Namen Bored oder Brod erwähnt und ist mit einer regional bedeutenden Überquerung des Flusses Bosna verbunden. Zwischen dem 12. und 15. Jahrhundert war Zenica ein Zentrum des Fürstentums Bosnien (später Königreich). Erstmals unter diesem Namen wird Zenica in einem Dokument der Republik Ragusa vom 20. März 1436 erwähnt.

### Osmanische Besatzung

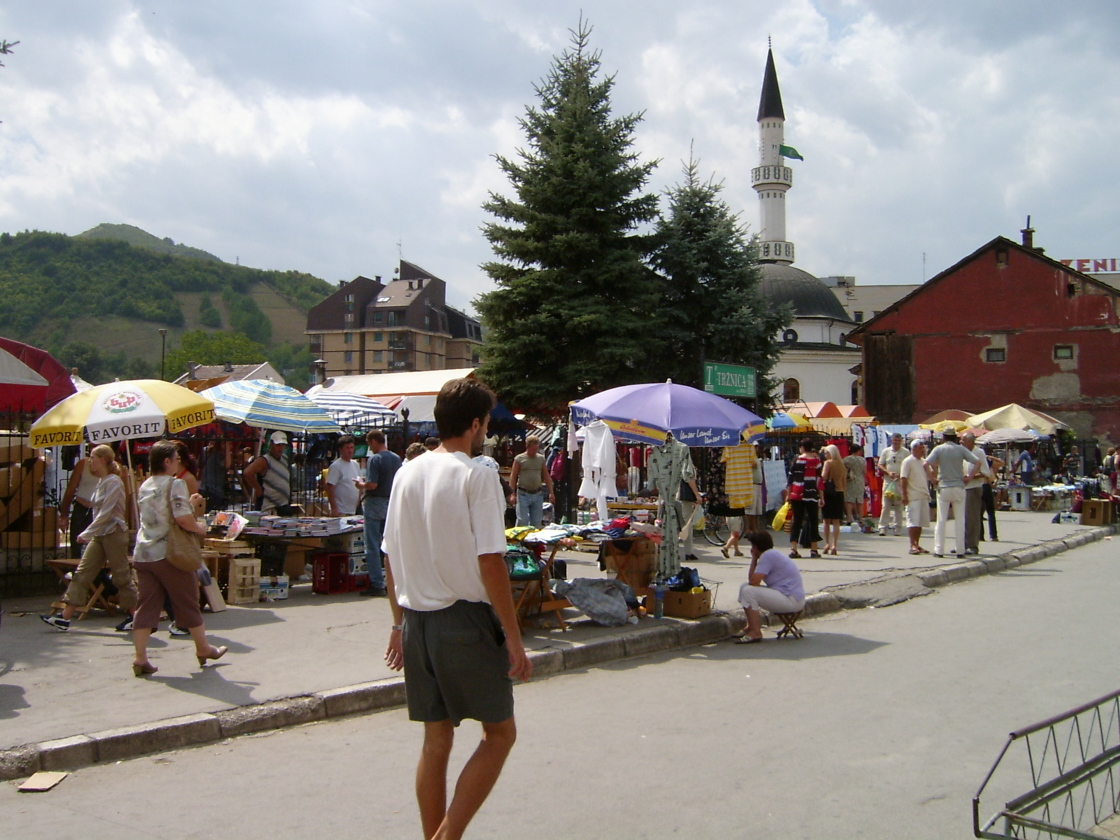
Markt und Moschee in der Altstadt (2003)

Seit dem Fall Bosniens unter osmanische Herrschaft im Jahr 1463 verlor Zenica an Bedeutung. Mit dem Einzug des Islams konvertierten in den folgenden Jahrhunderten viele christliche Bosniaken zur neuen Religion und bilden damit heute die Ethnie der muslimischen Bosniaken.
Im Großen Türkenkrieg wurde Bosnien Schauplatz der kriegerischen Auseinandersetzungen zwischen der Heiligen Liga und den Osmanen. Ende 1697 wurden Zenica und Sarajevo vom Oberbefehlshaber Eugen von Savoyen vollständig niedergebrannt, Frauen und Kinder entführt und Wertsachen gestohlen. Die katholischen Einwohner Zenicas verließen die Stadt mit Prinz Eugen von Savoyen. Im 18. Jahrhundert wanderten wieder katholische Kroaten sowie sephardische Juden aus Dalmatien ein.

### Österreichisch-ungarische Besatzung
Nach dem Berliner Kongress von 1878 wurden Bosnien und Herzegowina von Österreich-Ungarn besetzt und als Kondominium Bosnien und Herzegowina 1908 förmlich annektiert. In den folgenden vier Jahrzehnten der österreichisch-ungarischen Verwaltung veränderte sich Zenica in Aussehen, Größe und Funktion. 1879 wurde die Schmalspurbahn Bosanski Brod–Zenica, am 4. Oktober 1882 deren Weiterführung bis Sarajevo eröffnet. Bei Zenica vermutete man schon lange große Kohlevorkommen. Geologische Forschungen Österreich-Ungarns bestätigten dies und im Mai 1880 wurde das erste Kohlebergwerk Bosnien und Herzegowinas eröffnet. 1885 begann eine Fabrik für die Herstellung von Verpackungspapier ihren Betrieb. 1892 kam eine Eisenhütte hinzu. Mit der Industrialisierung begann auch die Modernisierung der bosnischen Stadt. 1904 wurde das Telefon eingeführt und bald darauf wurden die ersten modernen sanitären Anlagen gebaut. 1908 wurde das Kraftwerk an der Bosna erbaut, das die elektrische Versorgung Zenicas sicherstellte.
Der Bau der Industrieanlagen und die Einführung der modernen Technologien führte zu einer raschen Zunahme der Bevölkerung. Lebten um 1879 noch 2000 Menschen in 438 Häusern, hatte sich um 1895 mit 4200 Personen in 765 Häusern die Einwohnerzahl verdoppelt. 1910 wohnten 7000 Menschen in rund 1000 Häusern. Die Mehrheit der Bevölkerung waren Muslime (Bosniaken). Bedeutende Minderheiten waren katholische Kroaten, orthodoxe Serben und sephardische Juden.
Die erste Schule öffnete 1885, die zweite 1910. Es gab Schauspielschulen und je eine katholische und eine orthodoxe Konfessionsschule und drei Medresen. Die Aktivitäten des Mullah Mohammed Seid Serdarević waren für die Modernisierung der Pädagogik in Zenica wie auch in ganz Bosnien und Herzegowina richtungsgebend. Er führte den Unterricht in der Landessprache und ein zeitgemäßes Unterrichtsprogramm ein. Auch Mädchen wurde der Schulbesuch ermöglicht.
1910 eröffnete das Kino mit dem Film Helios.

### Zwischenkriegszeit

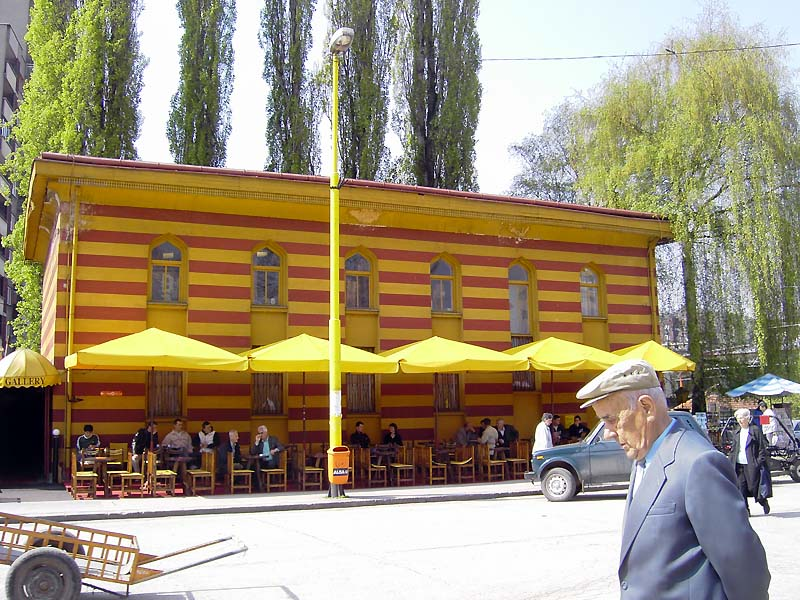
Ehemalige Synagoge, heute Museum

Nach dem Ersten Weltkrieg kamen Bosnien und Herzegowina zum Königreich Jugoslawien. Die wirtschaftliche und kulturelle Entwicklung stagnierte zwischen den beiden Weltkriegen, obwohl kurz vor dem Zweiten Weltkrieg sich die Situation noch änderte: In das Stahlwerk von Zenica wurde stark investiert, sodass insgesamt 4000 Mitarbeiter angestellt waren und das Unternehmen das größte des Landes wurde. 1931 lebten 9078 Menschen in Zenica. Den Holocaust überlebten von den 172 Juden der Stadt nur fünf Personen. In Zenica war die Bewegung der Partisanen sehr aktiv. In der Nacht vom 11. zum 12. April 1945 wurde die Stadt befreit, nachdem über die vergangenen vier Jahren 346 Partisanen und 857 Zivilisten umgekommen waren.

### Sozialistisches Jugoslawien
Als Josip Broz Tito in Jugoslawien an die Macht kam, begannen turbulente und tiefgreifende Entwicklungen in Zenica wie überall im Land. Ausdehnung und Bevölkerung der Stadt wuchsen. 1948 lebten dort 15.500 Menschen, während es 1991 schon 145.557 waren. Das Stahlwerk wurde enorm erweitert und gehörte dann zu den größten Europas. Durch diesen zweiten industriellen Entwicklungsschub veränderte sich das Stadtbild: Zenica erhielt wegen der vielen Plattenbauten den Ruf einer grauen Arbeiterstadt.

### Seit dem Bosnienkrieg
Während des Bosnienkrieges 1992–1995 hatte Zenica eine besondere Rolle: Sie nahm viele Flüchtlinge aus allen Teilen Bosnien und Herzegowinas auf. Nach dem Krieg haben die meisten Serben Zenica verlassen oder waren vertrieben worden. Zenica entwickelte sich vor allem im Bereich Sport weiter und erlangte eine herausragende Rolle im Land.
Am 24. Juli 2014 bekam Zenica vom Parlament der Föderation Bosnien und Herzegowina offiziell den Status einer Stadt (Grad) zugewiesen.

## Kultur
In Zenica gibt es 19 Volksschulen und 12 weiterführende Mittelschulen (Gymnasien), darunter eine Musikschule und ein katholisches Gymnasium.
Am 1. Oktober 1961 wurde die Fakultät für Metallurgie „Hasan Brkić“ (heute „Kemal Kapetanović“) gegründet. Aus dieser und aus Fakultäten der Universitäten aus Sarajevo und Tuzla entstand am 18. Oktober 2000 die Universität Zenica. Sie setzt sich heute aus acht Fakultäten zusammen (Metallurgie und Materialwissenschaften, Maschinenbau, Pädagogik, Wirtschaftswissenschaft, Rechtswissenschaft, Arbeitslehre, Gesundheitswissenschaften und Islamische Religionspädagogik). Derzeit sind 6000 Studenten eingeschrieben.
1950 wurde das Nationaltheater eröffnet.
Zenica ist seit 1886 Standort eines Gefängnisses, des KPZ Zenica, welches zur Zeit des Staats Jugoslawiens das größte Gefängnis in Jugoslawien war.

## Sport

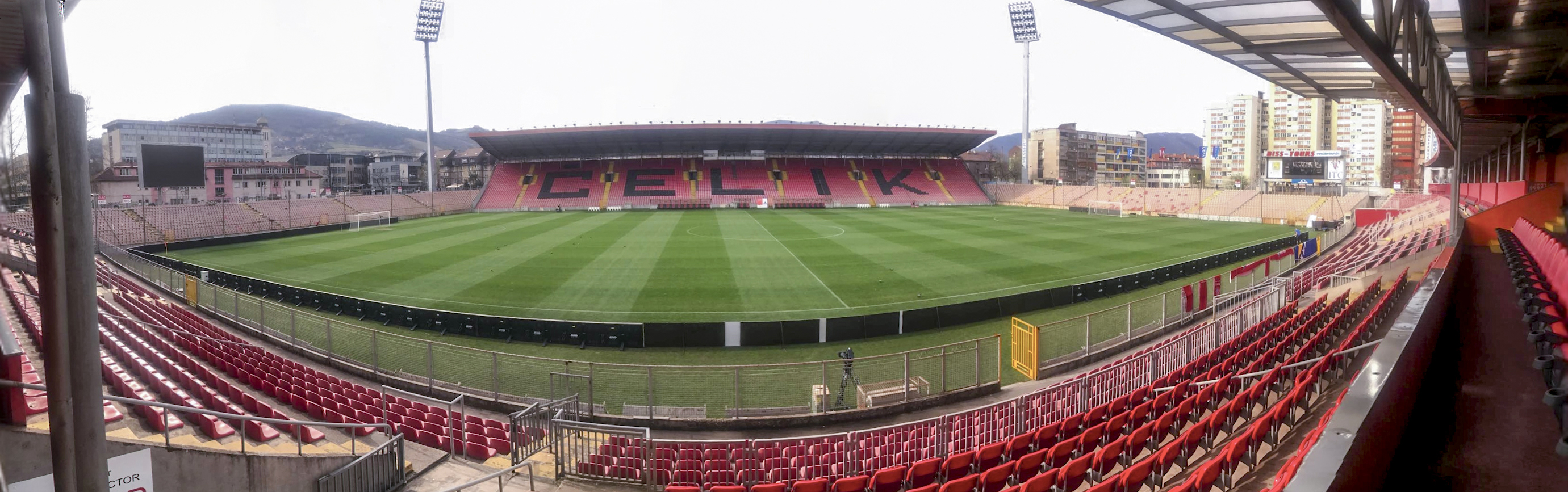
Stadion Bilino Polje

In Zenica ist der Fußballklub Čelik (dt. Stahl) beheimatet, der aktuell in der Prva nogometna liga Federacije Bosne i Hercegovine spielt. Im 1972 gebauten Fußballstadion Bilino Polje finden die Heimspiele der bosnischen Nationalmannschaft statt, es verfügt über 13.909 Sitzplätze.

## Wirtschaft

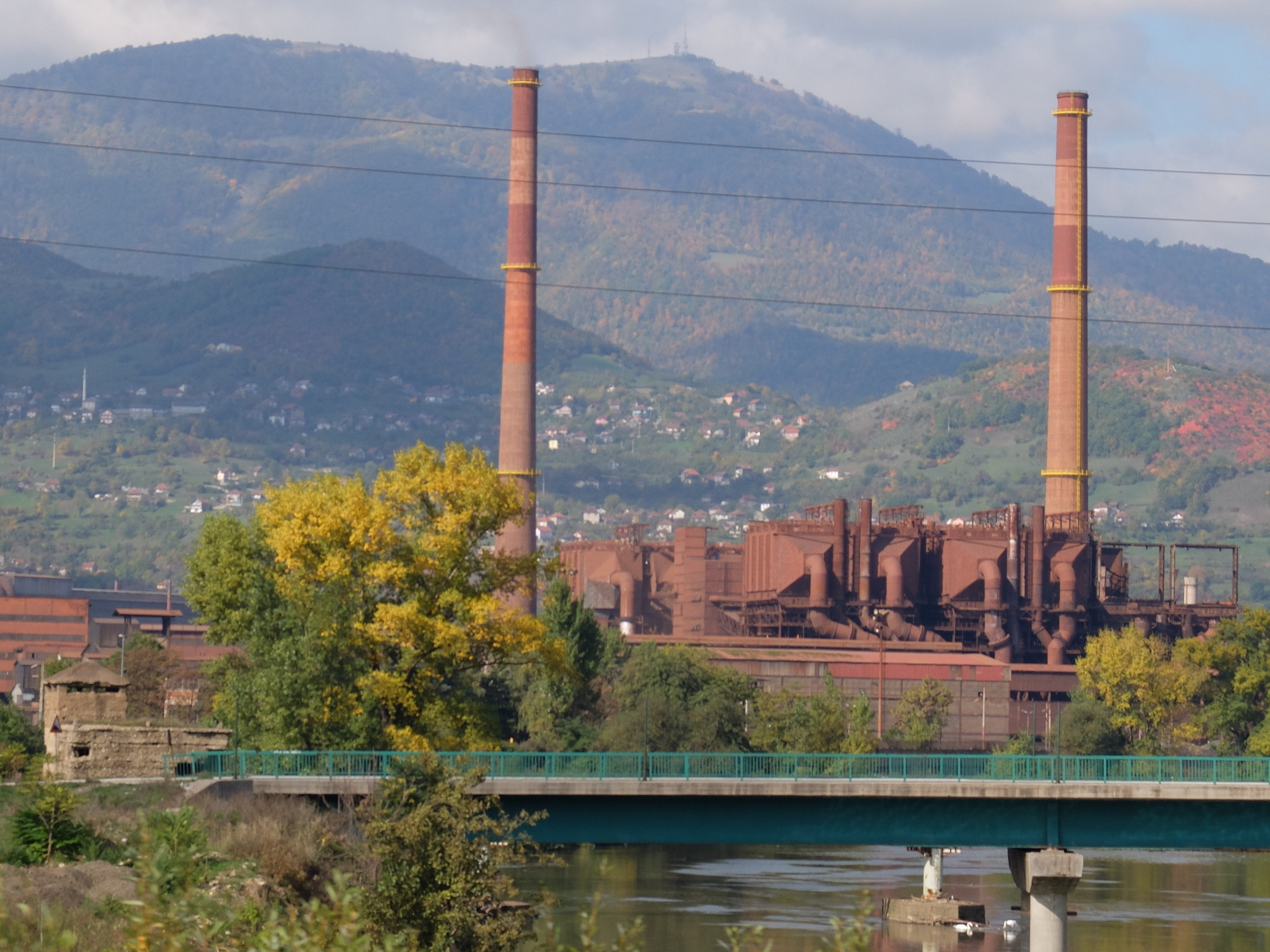
Stahlwerk

Zenica ist eine Industriestadt und Standort eines Braunkohlebergwerks und eines Stahlwerks. Diese früher staatlichen Unternehmen wurden privatisiert, was zu Entlassungen führte. Zenica weist die höchste Arbeitslosenquote in Bosnien und Herzegowina auf. Die großen, ehemals jugoslawischen Staatsunternehmen wurden nicht zielstrebig weitergeführt, man ließ sie verkommen.
Im August 2004 übernahm Mittal Steel die Aktienmehrheit am Stahlwerk „Željezara“, dem größten Arbeitgeber der Region. 2008 sollte die Stahlproduktion wieder Vorkriegsniveau erreichen.
Alljährlich findet in Zenica eine internationale Wirtschaftsmesse, die ZEPS, statt.

## Verkehr
Die Autobahn A1 verbindet Zenica mit Sarajevo und soll in Zukunft nach Norden zur kroatischen Grenze verlängert werden.[veraltet]
Die Stadt liegt an der Bahnstrecke Šamac–Sarajevo, die zum Paneuropäischen Verkehrskorridor Vc gehört und hier von der von den Željeznice Federacije Bosne i Hercegovine (ŽFBH) betrieben wird. 1879 wurde mit der Eröffnung der Bosnabahn die Stadt ans Eisenbahnnetz angeschlossen. 1947 bauten die Jugoslawischen Staatsbahnen den Abschnitt Sarajevo–Doboj der Bosnabahn auf Normalspur um und verlängerten die Strecke nach Bosanski Šamac.

## Städtepartnerschaften
Zenica unterhält Städtepartnerschaften mit folgenden Städten. In Klammern das Jahr der Etablierung.
- Gelsenkirchen, Deutschland (1969)
- Hunedoara, Rumänien (1974)
- Üsküdar, Stadtteil von Istanbul, Türkei (1995)
- Karşıyaka, Stadtteil von Izmir, Türkei (1995)
- Luleå, Schweden (1997)
- Zalaegerszeg, Ungarn (1999)
- Fiorenzuola d’Arda, Italien (2001)
- Veles, Nordmazedonien (2012)
- Jajce, Bosnien und Herzegowina (2013)

## Söhne und Töchter der Stadt
- Otto F. Babler (1901–1984), tschechischer Schriftsteller, Verleger und Übersetzer
- Otto Lang (1908–2006), österreichisch-US-amerikanischer Skiläufer, Filmproduzent und -regisseur
- Ljubomir Perčinlić (1939–1998), Maler und Hochschullehrer
- Zoran Janković (1940–2002), Wasserballspieler
- Miroslav Župančić (* 1949), Bildhauer
- Enver Imamovic-Enko (* 1957), Rugbyspieler
- Emir Mutapčić (* 1960), Basketballtrainer und ehemaliger -spieler
- Semir Osmanagić (* 1960), Hobby-Archäologe, Autor sowie Bauunternehmer
- Źeljko Janjetović (* 1963), Diplomat
- Edin Karamazov (* 1965), Lautenspieler
- Hakala (Nihad Fetić; * 1966), Sänger
- Senad Podojak (* 1966), muslimischer Geistlicher und Religionsfunktionär
- Bruno Akrapović (* 1967), Fußballspieler
- Danis Tanović (* 1969), Filmregisseur und Politiker
- Goran Barjaktarević (* 1969), ehemaliger Fußballspieler und heutiger Fußballtrainer
- Tatjana Ohm (* 1969), Fernsehmoderatorin
- Srđan Panzalović (* 1970), Schachspieler
- Robert Šoko (* 1970), bosnisch-deutscher DJ, Musikproduzent, Kurator, Veranstalter und Grafikdesigner
- Elvir Bolić (* 1971), Fußballtrainer und ehemaliger -spieler
- Nataša Mirković (* 1972), Sängerin und Schauspielerin
- Mladen Krstajić (* 1974), ehemaliger Fußballspieler
- Alen Gruber (* 1981), Musikproduzent
- Adnan Harmandić (* 1983), Handballspieler
- Siniša Ubiparipović (* 1983), Fußballspieler
- Dejan Lovren (* 1989), Fußballspieler
- Ante Budimir (* 1991), Fußballspieler
- Dejan Mileusnić (* 1991), Speerwerfer
- Branimir Hrgota (* 1993), Fußballspieler
- Abedin Mujezinović (* 1993), Mittelstreckenläufer
- Mesud Pezer (* 1994), Kugelstoßer
- Almedin Imširović (* 1995), Pokerspieler
- Ivan Šunjić (* 1996), kroatischer Fußballspieler
- Amir Mašić (* 1998), Fußballspieler
- Anadin Suljaković (* 1998), bosnisch-katarischer Handballspieler
- Belmin Dizdarević (* 2001), Fußballtorwart
- Almin Bejic (* 2004), deutsch-bosnischer Schauspieler